# 음력 11월 1일
음력 11월 1일은 음력 11월의 첫 번째 날이다.

## 사건
- 1992년 - 중국남방항공 3943편 추락 사고로 탑승객 141명 전원 사망.
- 2014년 - 북한의 인터넷망이 완전 마비되었다.

## 문화
- 2001년 - 대한민국 강원도에서 GTB 강원민방 TV방송 개국.

## 탄생
- 1960년
  - 대한민국 제20대 대통령 윤석열.
  - 일본의 경제학자, 경제평론가 우에쿠사 가즈히데.
- 1980년 - 대한민국의 가수 정인.
- 1991년 - 대한민국의 바둑 기사 김나현.
- 1999년 - 대한민국의 배우 조이현.

## 사망
- 2017년 - 대한민국의 가수 종현.

## 같이 보기
- 음력 360일: 1월 2월 3월 4월 5월 6월 7월 8월 9월 10월 11월 12월
- 전날:10월 30일 다음날:11월 2일 - 전달:10월 1일 다음달:12월 1일
- 양력:11월 1일
- 음력, 윤달